# Sound Your Horn
Sound Your Horn è il quarto album in studio della cantante norvegese Hilde Louise Asbjørnsen, pubblicato il 5 maggio 2008 su etichetta discografica Sweet Morning Records.

## Tracce
1. Let's Stay In – 3:21
2. It Ain't Friday – 3:11
3. Sweet Morning – 3:39
4. All You Are to Me – 3:16
5. Prelude to the Stars – 0:40
6. The Room – 4:13
7. This Winter – 3:56
8. Look to the Stars – 4:01
9. Desert Song – 4:00
10. The Darkest Hour – 4:33
11. This Love – 3:16
12. Sound Your Horn – 3:06

## Classifiche
| Classifica (2008) | Posizione massima |
| ----------------- | ----------------- |
| Norvegia          | 8                 |